# Stazione di Yūkarigaoka

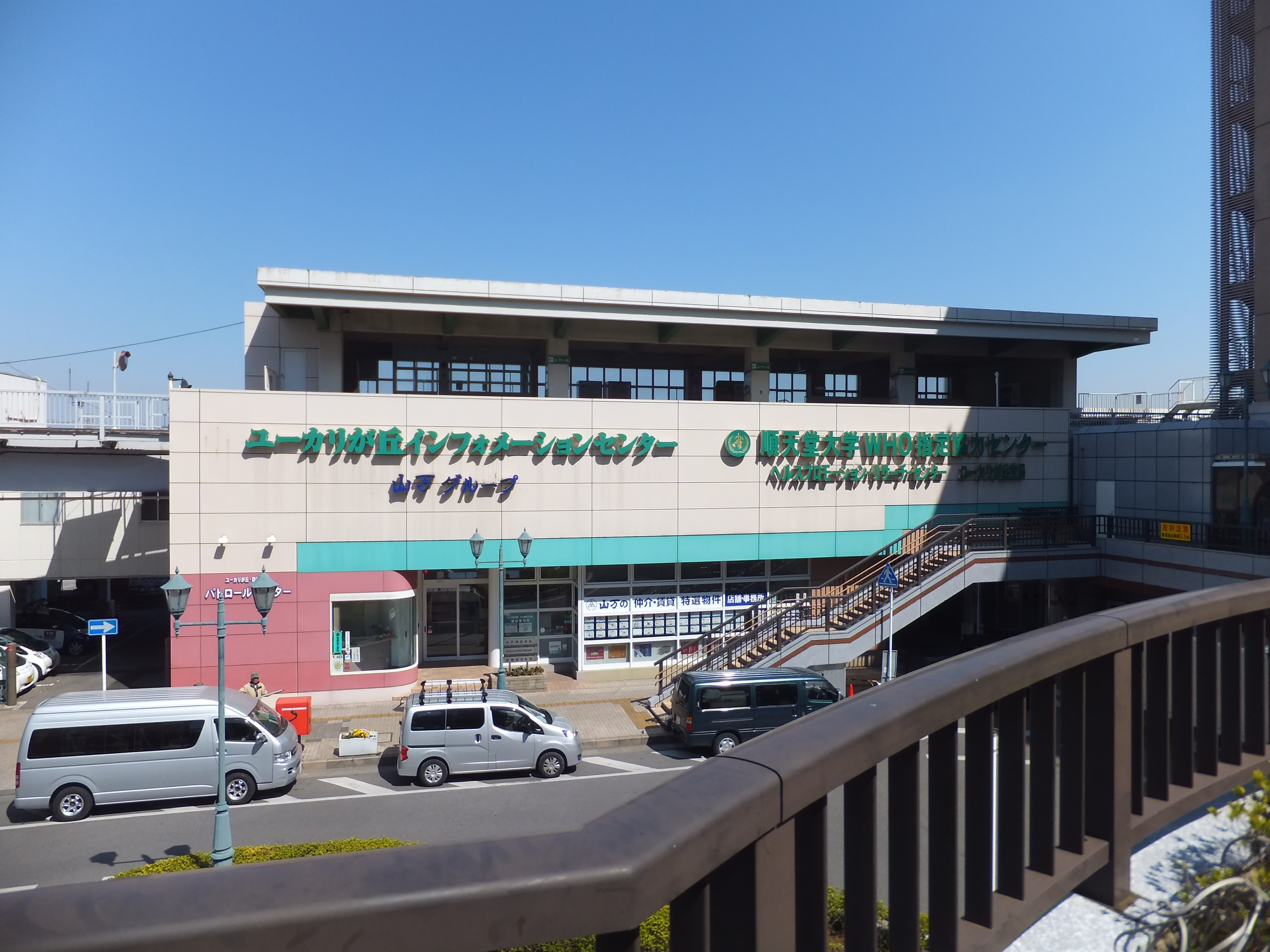
La stazione del people mover

La stazione di Yūkarigaoka (ユーカリが丘駅?, Yūkarigaoka-eki) è una stazione ferroviaria della città di Sakura, nella prefettura di Chiba, in Giappone servente la linea principale Keisei delle ferrovie Keisei, e capolinea per il people mover automatico Yūkarigaoka.

## Linee
Ferrovie Keisei
● Linea principale Keisei
Yamaman
● Linea Yamaman Yūkarigaoka

## Struttura

### Stazione Keisei
La stazione è dotata di un marciapiede laterale e uno a isola, con tre binari passanti in superficie, collegati al mezzanino sopraelevato da scale fisse e ascensori.
| 1-2 | ■ Linea principale Keisei | per Funabashi, Nippori, Keisei Ueno per Oshiage, linea Asakusa e linea Keikyū principale |
| 3   | ■ Linea principale Keisei | per Sakura e Narita Aeroporto                                                            |

### Stazione Yamaman
La stazione è dotata di un marciapiede laterale e un binario di testa su viadotto, ed è collegata alla stazione Keisei.
| 1 | ● Linea Yamaman Yūkarigaoka | per Kōen e Ino |

## Stazioni adiacenti
| «                                 | Servizio                                 | »                       |
| Linea Keisei principale           | Linea Keisei principale                  | Linea Keisei principale |
| --------------------------------- | ---------------------------------------- | ----------------------- |
| Shizu                             | ■ Locale ■ Rapido ■ Espr. Lim. Pendolari | Keisei Usui             |
| Tutti gli altri treni non fermano |                                          |                         |
| Linea Yamaman Yūkarigaoka         |                                          |                         |
| Capolinea                         | -                                        | Chiku Center            |